# Una travesía de amor
Una travesía de amor (título original: Chennai Express) es una película hindi de 2013 dirigida por Rohit Shetty y escrita por Sajid-Farhad y Yunus Sajawal. Producida por Gauri Khan, Karim Morani, Ronnie Screwvala y Siddharth Roy Kapur, la película está protagonizada por Shah Rukh Khan como Rahul Mithaiwala, un hombre que aborda accidentalmente un tren y viaja de Bombay a Rameswaram, enamorándose de la hija de un hombre de negocios local, interpretada por Deepika Padukone. Nikitin Dheer y Sathyaraj desempeñaron papeles secundarios en la cinta.
Chennai Express se estrenó teatralmente en mercados extranjeros el 8 de agosto de 2013 y un día después en India. La película recibió críticas mixtas de parte de la prensa especializada. Sin embargo, rompió varios récords de taquilla en India y en el extranjero, convirtiéndose en la película que más rápido llegó a la cifra de 15 millones de dólares netos a nivel nacional. La película superó a 3 Idiots y se convirtió en la cinta de Bollywood más taquillera a nivel internacional en ese momento.

## Sinopsis

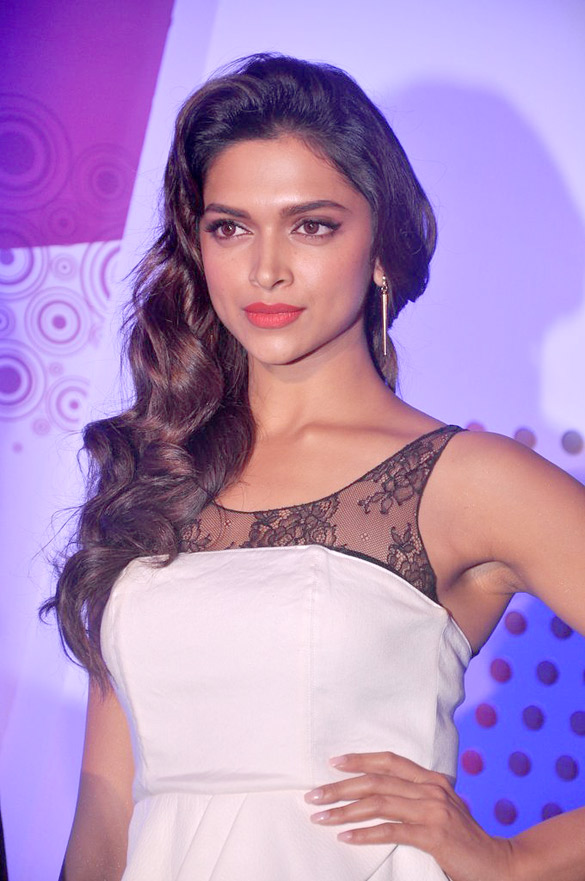
La actuación de Padukone recibió elogios por parte de la crítica.

Rahul Mithaiwala (Shah Rukh Khan) es un soltero huérfano que vive en Bombay. Criado por sus abuelos desde los ocho años, el abuelo de Rahul (Lekh Tandon) posee una cadena de tiendas de confitería. Antes de la celebración del centenario de su abuelo, dos de los amigos de Rahul lo invitan a acompañarlos de vacaciones a Goa. El abuelo de Rahul muere en la víspera de la celebración. Su abuela le dice a Rahul que su abuelo quería que sus cenizas se dividieran en dos partes para ser vertidas en los ríos Ganges y Rameswaram. Ella le pide a Rahul que lleve las cenizas a Rameswaram y las disperse. A regañadientes, él acepta su pedido, pero también está ansioso por asistir al viaje de Goa. Allí toma equivocadamente un tren que lo lleva a encontrar al amor de su vida.

## Reparto
- Deepika Padukone como Meenalochni "Meenamma" Azhagusundaram.
- Shah Rukh Khan como Rahul Mithaiwala.
- Nikitin Dheer como Tangaballi.[1]
- Sathyaraj como Durgeshwara Azhagusundaram.[2]
- Priyamani[3]
- Mukesh Tiwari como Shamsher.[4]
- Kamini Kaushal como la abuela de Rahul.
- Lekh Tandon como el abuelo de Rahul.
- Rakesh Kukreti como Bobby.[5]